# Marcey-les-Grèves
Marcey-les-Grèves és un municipi francès situat al departament de la Manche i a la regió de Normandia. L'any 2007 tenia 1.216 habitants.

## Demografia

### Població
El 2007 la població de fet de Marcey-les-Grèves era de 1.216 persones. Hi havia 499 famílies de les quals 111 eren unipersonals (36 homes vivint sols i 75 dones vivint soles), 178 parelles sense fills, 178 parelles amb fills i 32 famílies monoparentals amb fills.
La població ha evolucionat segons el següent gràfic:
Habitants censats

### Habitatges
El 2007 hi havia 559 habitatges, 506 eren l'habitatge principal de la família, 27 eren segones residències i 26 estaven desocupats. 544 eren cases i 12 eren apartaments. Dels 506 habitatges principals, 382 estaven ocupats pels seus propietaris, 112 estaven llogats i ocupats pels llogaters i 12 estaven cedits a títol gratuït; 4 tenien una cambra, 23 en tenien dues, 67 en tenien tres, 155 en tenien quatre i 257 en tenien cinc o més. 437 habitatges disposaven pel capbaix d'una plaça de pàrquing. A 196 habitatges hi havia un automòbil i a 273 n'hi havia dos o més.

### Piràmide de població
La piràmide de població per edats i sexe el 2009 era:
| Homes | Edats   | Dones |
| ----- | ------- | ----- |
| 0     | 95 o +  | 0     |
| 0     | 90 a 94 | 4     |
| 12    | 85 a 89 | 0     |
| 8     | 80 a 84 | 8     |
| 24    | 75 a 79 | 20    |
| 20    | 70 a 74 | 28    |
| 28    | 65 a 69 | 44    |
| 40    | 60 a 64 | 56    |
| 48    | 55 a 59 | 28    |
| 28    | 50 a 54 | 28    |
| 36    | 45 a 49 | 32    |
| 52    | 40 a 44 | 48    |
| 24    | 35 a 39 | 44    |
| 44    | 30 a 34 | 40    |
| 32    | 25 a 29 | 24    |
| 24    | 20 a 24 | 8     |
| 24    | 15 a 19 | 52    |
| 32    | 10 a 14 | 36    |
| 28    | 5 a 9   | 24    |
| 16    | 0 a 4   | 24    |

## Economia
El 2007 la població en edat de treballar era de 745 persones, 552 eren actives i 193 eren inactives. De les 552 persones actives 533 estaven ocupades (269 homes i 264 dones) i 21 estaven aturades (8 homes i 13 dones). De les 193 persones inactives 91 estaven jubilades, 63 estaven estudiant i 39 estaven classificades com a «altres inactius».

### Ingressos
El 2009 a Marcey-les-Grèves hi havia 518 unitats fiscals que integraven 1.288,5 persones, la mediana anual d'ingressos fiscals per persona era de 17.137 €.

### Activitats econòmiques
Dels 71 establiments que hi havia el 2007, 1 era d'una empresa extractiva, 1 d'una empresa alimentària, 2 d'empreses de fabricació d'altres productes industrials, 18 d'empreses de construcció, 26 d'empreses de comerç i reparació d'automòbils, 1 d'una empresa de transport, 7 d'empreses d'hostatgeria i restauració, 5 d'empreses financeres, 2 d'empreses immobiliàries, 3 d'empreses de serveis, 2 d'entitats de l'administració pública i 3 d'empreses classificades com a «altres activitats de serveis».
Dels 19 establiments de servei als particulars que hi havia el 2009, 1 era una funerària, 1 taller de reparació d'automòbils i de material agrícola, 1 paleta, 3 guixaires pintors, 3 fusteries, 5 lampisteries, 2 electricistes, 2 perruqueries i 1 restaurant.
Dels 4 establiments comercials que hi havia el 2009, 1 era una botiga de menys de 120 m², 1 una fleca, 1 una botiga de roba i 1 una botiga de material de revestiment de parets i terra.
L'any 2000 a Marcey-les-Grèves hi havia 24 explotacions agrícoles que ocupaven un total de 366 hectàrees.

## Equipaments sanitaris i escolars
L'únic equipament sanitari que hi havia el 2009 era una farmàcia.
El 2009 hi havia una escola elemental.

## Poblacions més properes
El següent diagrama mostra les poblacions més properes.